# Biluy
Biluy is een bestuurslaag in het regentschap Aceh Besar van de provincie Atjeh, Indonesië. Biluy telt 565 inwoners (volkstelling 2010).